# Tolog
Tolog (et Topic Map Query Language eller TMQL) er et forespørgselssprogram (query program), der bruges til at hente informationer ud af et emnekort. Det er oprindelig inspireret af programmeringssproget Prolog, men har dog også træk fra Structured Query Language (SQL). Syntaksen er simpelt opbygget, er forholdsvis nem at implementere, og minder mest af alt om Linear Topic Map Notation (LTM/CTM). Med det standardiserede forespørgselssprog kan man få adgang til data i emnekort uden at bekymre sig om hvordan de er lagret.
Tolog matcher prædikater op mod emnekortets data, så den grundlæggende struktur for en forespørgsel ser således ud:
```
select <variable> from
<prædikater>
order by <variable>?
```

Dataene udtrækkes fra emnekortet som et tologforespørgselsresultat. Dette er en tabel, hvor variablerne danner kolonner og rækkerne i disse er instanserne af variabler. Hver række i tabellen illustrerer et sæt værdier, som gør forespørgslen (query'en) sand. 

## Et tologforespørgsels baseret website
Et websted baseret på tologforespørgsler henter indholdet fra et eller flere emnekort. Emnekortet bruges til at organisere data og det er på den måde muligt at udtrække information om typer, forekomst, relationer m.m. ud af emnekortet.
Selve webstedet kan bygges op i Java Server Page (JSP; et HTML- eller XML-dokument med indlejret javakode) ved hjælp at tolog- og templatetags. Tologtags bruges til at hente indhold ind på et websted. De tologforespørgsler der benyttes på websitet placeres inden i de forskellige tologtags.
Templatetags bruges herimod, i forbindelse med et JSP websted, til at placere indholdet fra forespørgslen på webstedet, hvor man ønsker det præsenteret. De forskellige templatetags kan styles så websitet får et præsentabelt ydre.
Kombinationen mellem tolog- og templatetags er altså en måde hvorpå man kan lave et website udelukkende baseret på tologforespørgsler og information gemt i et emnekort.
Det er dog ikke en absolut nødvendighed, at strukturen og informationerne på et websted udelukkende er baseret på informationer hentet via tolog fra et emnekort. Man kan også vælge at bruge tologforespørgslerne som et supplement til et websted, hvor man kan se en fordel i at lade brugeren selv udvælge den information, der ønskes, fremfor at informationerne er hardcoded (indlejret direkte i programmets kildekode). På denne måde bliver brugeren ikke overbelastet af et hav af informationer på en enkelt side, og vedkommende kan selv udvælge, hvad vedkommende finder interessant.